# Європейська міжбанківська ставка пропозиції

Euribor

Європейська міжбанківська ставка пропозиції (англ. European Interbank Offered Rate, Euribor) — усереднена процентна ставка за міжбанківськими кредитами, що надаються в євро. Визначається за підтримки Європейської банківської федерації, що представляє інтереси кредитних установ у країнах-членах Євросоюзу, а також Ісландії, Норвегії, Швейцарії та Асоціації фінансових ринків. Підрахунок ставки йде для різних термінів — від 1 тижня до 12 місяців. Розрахунок і публікація ставки виконується компанією Reuters щодня в 11:00 за Центрально-європейським часом на підставі даних, що надаються кількома десятками банків з першокласним рейтингом. Перелік котируваних банків регулярно переглядається на відповідність високим рейтинговим вимогам.
Для розрахунку відкидаються 15 % найвищих і найнижчих котирувань, а решта усереднюються і результат округлюється до 3 знаків після коми.